# 阿布·阿法克
阿布·阿法克（阿拉伯语：‎；?年—约624年），是汉志的犹太诗人。阿布·阿法克拒絕皈依伊斯兰教，并且直言不讳地反对穆罕默德。他成为穆罕默德的重要政敌。
作为一个老人，阿布·阿法克写了一首充满政治色彩的诗来反对穆罕默德及其追随者，该诗被保存在伊本·易斯哈格的《真主使者的生平》(Sira)中。据称，穆罕默德下達阿布·阿法克的追殺令，薩利姆·伊本·烏瑪雅（Salim ibn Umayr）遂杀死阿法克。